# 友澤晃一
友澤 晃一（ともざわ こういち、1961年4月19日 - ）は、日本の脚本家、演出家、演技講師。東京都出身。
芸能プロダクション及び舞台制作会社であるT1projectの代表。

## 経歴
1984年、脚本家の倉本聰が主宰した富良野塾に一期生として入塾。
1986年、博品館劇場にて倉本聰作・演出の舞台『昨日悲別で』に出演。
同年、倉本聰脚本・監督の映画『時計』で助監督を務める。
フジテレビにてドラマのプロット書きやADを務める。
1987年から、フリーにてテレビのドキュメンタリー番組・企画VP等の構成およびADを務める。
1988年、第二回青山円形劇場脚本コンクールに入選。同年4月からテレビ東京『レール7』の構成・演出を担当。89年12月まで続け、約8分のコーナーを120本余り制作する。
1990年4月、テレビドラマ『トップスチュワーデス物語』（TBS）にて脚本家デビュー。
1991年1月、シアターモリエールでのミュージカル『ダンスマン』で舞台の初脚本・初演出を担当。
1997年、日本テレビシナリオセンターで特別講師を務める。
1998年12月に音楽家・玉麻尚一とミュージカル制作のプロジェクト「T2project」を立ち上げる。
1999年4月にT2projectとして初作品ミュージカル『LETTER』を上演する。 
2001年より「T1project」の名称で俳優に演技を教え始める。同年、土曜ワイド劇場『津軽海峡に消えた女』で脚本を担当すると同時に初監督を務める。
2003年4月に、T1projectとしての初作品『UNDER LOVE』を上演する。
同年10月からエイベックス・アーティスト・アカデミーでタレントの卵たちに演技を教え始める。
2006年、論創社より独自の演技論をまとめた著書『演技核心論』を出版。
同年4月からエイベックス・アーティスト・アカデミーで子供に演技を教え始める。
2010年、集英社新書より『演じる心、見抜く目』出版。
2014年2月、本多劇場グループ小劇場B1のこけら落し公演『君の心に残るもの』の脚本・演出を担当。
2017年3月、本多劇場にて『Muiscal 素敵な世界』上演。
2019年3月、本多劇場にて『Muiscal 幸せな時間』上演。小劇場B1にて三週間『シーチキンサンライズ』『Musical 殺し屋は歌わない』『君へ』三作品同時上演。
2021年5月、中津留章仁作・演出の舞台『おかめはちもく』に35年ぶりに俳優として出演。12月、原宿ラドンナにてリーディングミュージカル『To a new tomorrow 8000メートルの愛』を発表する。
2022年7月、新作のリーディングミュージカル『寓★話2022』を発表。8月、中井智彦主演の新作ミュージカル『PIANIST』を銀座博品館で上演。9月、丘みどり主演で『8000ｍの愛』を上演。10月、二本目の出演となる中津留章仁作・演出の舞台『Vanity』に出演。
小説家の吉屋信子は大叔母にあたる。

## 作品

### ドラマ脚本
1990年
- トップスチュワーデス物語（TBS）

1991年
- 検事・若浦葉子（日本テレビ）
- LOVE（フジテレビ）
- 日曜ドラマハウス（フジテレビ）
- まさか、私が（東海テレビ）
- 世にも奇妙な物語第2シリーズ「バイパスの夜」（フジテレビ）

1992年 
- 大人は判ってくれない（フジテレビ）
- 白いシャツの女（フジテレビ）
- 素敵な恋をしてみたい（TBS）
- 世にも奇妙な物語第3シリーズ「お前が悪い!」（フジテレビ）
- 日曜ドラマハウス（フジテレビ）[要出典]

1993年
- あなたにあいたくて（フジテレビ）
- 青春もの（フジテレビ）
- 泣きたい夜もある（MBS）
- 愛のたくらみ（CBC）
- 行きずりの殺意（関西テレビ）

1994年
- お姉さんの朝帰り（ABC）
- アリよさらば（TBS）
- お姉さんの朝帰りII（ABC）
- 1999我が家の事情（フジテレビ）
- 家族A（TBS）

1996年  
- その灯は消さない（東海テレビ）
- 将太の寿司（フジテレビ）
- ハロー張りネズミ（TBS）

1998年
- ドンウォリー!（関西テレビ）
- 座長・花村龍子こんぴら殺人事件（フジテレビ）
- お嬢様は名探偵（NHK）
- お母さんが3人!?（東海テレビ）[要出典]

1999年 
- 救急ハート治療室（関西テレビ）
- 意地悪ばあさんリターンズ（フジテレビ)

2000年
- 万引きウオッチャー（ABC）
- 霊感見当たり刑事（フジテレビ）
- ふしぎな話「ゴースト・ティーチャー」（MBS）
- 蔵の宿（CBC）
- はみだし刑事情熱系V（テレビ朝日）
- ラーメン刑事「龍」の殺人推理（ABC）

2001年
- 土曜ワイド劇場 津軽海峡に消えた女（ABC、初監督作品）
- ラーメン刑事「龍」の殺人推理2（ABC）

2002年 
- 万引きウオッチャー2（ABC）
- ラーメン刑事「龍」の殺人推理3（ABC）

2003年
- ワンハート〜この空の下で〜（CBC）
- 日本一周殺人事件（テレビ東京）
- ラーメン刑事「龍」の殺人推理4（ABC）

2007年 
- 心研ぎます！ 鷹宮光次郎の旅情事件簿（TBS）
- 長い長い殺人（WOWOW）

2009年
- 浅見光彦〜最終章〜（TBS）

2012年
- 逆転報道の女（ABC）
- 宮部みゆき 4週連続“極上”ミステリー　第3夜 『長い長い殺人』（TBS）
- 守護神・ボディーガード 進藤輝（TBS）

2013年
- 逆転報道の女 NEWS2（ABC）
- 守護神・ボディーガード 進藤輝 Episode2（TBS）

2014年
- 逆転報道の女 NEWS3（ABC）
- 守護神・ボディーガード 進藤輝 Episode3（TBS）
- 逆転報道の女 NEWS4（ABC）

2015年
- 守護神・ボディーガード 進藤輝 Episode4（TBS）

2016年
- 逆転報道の女 NEWS5（ABC）

2020年
- 日曜プライム「逆転報道の女FINAL」（テレビ朝日）

### 舞台（脚本・演出）
- ミュージカル『ダンスマン』（1991年1月、シアターモリエール・1992年1月、博品館劇場）
- 南青山少女歌劇団『マーガレット戦争』（1995年4月、草月ホール、脚本のみ）
- 南青山少女歌劇団『聖歌物語』（1995年8月～11月、日本青年館・近鉄劇場、脚本のみ）
- 映画音楽家・梅林茂演出作品『蠅』（1997年9月、シアターモリエール、脚本のみ）
- 広井王子原作ミュージカル『サクラ大戦』（1998年4月～5月、銀河劇場・シアタードラマシティ、脚本のみ）
- T2projectミュージカル『LETTER』（1999年4月、セッションハウス・2000年1月、シアターTOPS・2002年6月、博品館劇場）
- 荒川区民オペラ『カルメン』（2000年7月、サンパール荒川）
- T2projectミュージカル『BROKEN HEART』（2002年1月、博品館劇場）
- T2project『BROKEN HEART　2003』（2003年1月、博品館劇場）
- T1project『UNDER LOVE』（2003年4月、劇場MOMO）
- dreamのライブでミュージカル構成（2003年5月、日本青年館）
- ロンドン／ブロードウェイ・ミュージカル『サタデーナイトフィーバー』（2003年8月コマ劇場）日本版を演出。
- dream主演ミュージカル『ID』（2004年3月、シアターアプル）
- T1project『Come to oneself』（2004年5月、中野ザ・ポケット）
- EXILE楽曲ミュージカル『BEAT POPS ファイティングガールズ』（2004年8月、台場・スタジオドリームメーカー）
- T1project『LINK』（2005年4月、中野ザ・ポケット）
- T1project『動物園』（2006年1月、下北沢「劇」小劇場）
- T2project『MESSAGE』（2006年3月、吉祥寺シアター）
- T1project『13』（2006年5月、中野ザ・ポケット）
- T1project『シーチキンサンライズ』（2007年1月、下北沢「劇」小劇場）
- T1project『いま幸せです』（2007年7月、下北沢「劇」小劇場）
- T1project『私が今この世界に生きていることを』（2007年10月、中野ザ・ポケット）
- T1projecct『私が今この世界に生きていることをII　ストリート・オブ・アクター』（2008年4月、中野ザ・ポケット）
- ダイアモンド☆ドッグス・ストレートプレイ『LAST SCENE』（2008年6月、シアターグリーン・ビックツリー）
- SHIMIN劇場Ⅱ『あなたがいるから』（2008年6月、シアターイワト、脚本のみ）
- T1project『IDクライシス』（2008年9月、下北沢「劇」小劇場）
- T1project『人間合格!!』（2008年9月、下北沢「劇」小劇場、演出のみ）
- T1project『シーチキンサンライズ09』（2009年3月、萬劇場）
- T1project『リセット』（2009年4月、下北沢「劇」小劇場）
- T1project『バッドデイ オア グッドデイ』（2009年9月、下北沢「劇」小劇場）
- ダイアモンド☆ドッグス『美しき背徳』（2009年9月、博品館劇場）
- T1project『いま生きてます』（2010年3月、中野ザ・ポケット）
- T1project『END OF THE WORLD』（2010年9月、下北沢「劇」小劇場）
- ダイアモンド☆ドッグス『夜想曲／GOLD』（2010年10月、博品館劇場）
- T1proect『いま愛してます』（2011年7月、中野ザ・ポケット）
- T1project SOCIAL/TEAM『ダイニングトーク』（2011年11月、小劇場 楽園）
- T1project『動物園2SIDE』（2011年12月、下北沢「劇」小劇場）
- T1project produce大改訂版『シーチキンサンライズ』（2012年3月、中野ザ・ポケット）
- T1project『ダイニングトーク』（2012年5月、2013年5月、2014年5月、2015年5月、2016年5月、小劇場 楽園）
- T1project『恋する家』『いま幸せです』（2012年9月、「劇」小劇場）
- UNRESS 2013SS Collection『あるハッピーエンド』(2012年11月、Ms.REIKO 72、演出のみ）
- T1project『STEP OVER THE FUTURE』（2013年3月、中野ザ・ポケット）
- T1project『キラキラ』（2013年9月、下北沢「劇」小劇場、演出のみ）
- T1project『もしも生まれ変わっても』（2013年9月、下北沢「劇」小劇場）
- T1project『君の心に残るもの』（2014年2月、本多劇場グループ小劇場B1）
- T1project『罪と罰』（2014年9月、中野ザ・ポケット）
- T1project『シーチキンサンライズ』（2015年2月、本多劇場グループ小劇場B1）
- T1project『中田ステーションセブン』『いま幸せです』（2015年9月、下北沢「劇」小劇場）
- T1project『素敵な世界』（2016年3月、中野ザ・ポケット）
- T1project『シーチキンサンライズ』『幸せな時間』（2016年9月、本多劇場グループ小劇場B1）
- T1project『Muiscal 素敵な世界』（2017年3月‐4月、本多劇場）
- T1project『缶詰工場の秘密』（2017年9月‐10月、中野ザ・ポケット）
- T1project『シーチキンサンライズ』『Musical 殺し屋は歌わない』（2018年4月‐5月、本多劇場グループ小劇場B1）
- T1project　ショートストーリーズvol.8 『中田ステーションセブン』『あなたが生きていたから』（2018年9月、下北沢「劇」小劇場）
- T1project『Muiscal 幸せな時間』（2019年2月‐3月、本多劇場）
- T1project『シーチキンサンライズ』『Musical 殺し屋は歌わない』『君へ』（2019年9月、本多劇場グループ小劇場B1）
- T1project『いま幸せです』『本当の嘘』『TRUE♡LOVE』『中田ステーションセブン』（2021年9月、本多劇場グループ小劇場B1）
- J'S STUDIO produce『To a new tomorrow 8000メートルの愛』（2021年12月、原宿ラドンナ）
- J'S STUDIO produce『To a new tomorrow 8000メートルの愛』（2022年2月、原宿ラドンナ）
- J'S STUDIO produce『寓★話2022』（2022年7月、Grand mason ORENO）
- T1projectミュージカル『PIANIST』（2022年9月、銀座博品館劇場）
- サンライズプロモーション東京『8000ｍの愛』（2022年9月、ニッショーホール）
- T1project『幸せな時間』『心のかけら』『君へ』（2023年9月、本多劇場グループ小劇場B1）
- T1project『BOX IN THE WORLD』（2024年7月、本多劇場グループシアタートップス）
- T1projectミュージカル『ココロノカケラ』（2024年9月、銀座博品館劇場）
- T1project『シーチキンサンライズ』『心のかけら』『HEART OF THE DESERT』（2025年6月、本多劇場グループ小劇場B1）

### 舞台（出演）
- 昨日悲別で（1986年1月、博品館劇場、倉本聰作・演出）
- ベント（1986年7月、パルコ劇場、役所広司主演）
- おかめはちもく（2021年5月、サンモールスタジオ、中津留章仁作・演出）
- Vanity（2022年10月、シアターアルファ東京、中津留章仁作・演出）

### 構成
- 素敵にドキュメント（ABC)
- 地球浪漫（TBS)
- ワールドソーラーカースペシャル（日本テレビ)
- レール7（テレビ東京）

### 映画（脚本）
- 長い長い殺人（2008年5月）

### 書籍
- 演技核心論（2006年1月、論創社）
- 演じる心、見抜く目（2010年2月、集英社）